# Вулиці Сміли
У місті Сміла Черкаської області нараховується два бульвари та понад 351 вулиць та провулків.

## 1-9
- 1 Грудня вул.
- 40-річчя Перемоги вул.
- 9 Березня вул.

## А
- Абрикосова вул.
- Олександра Амфітеатрова[1] вул.
- Аптекарський пров.

## Б
- Івана Багряного вул.
- Івана Багряного пров.
- Олекси Бакуменка вул.
- Баха вул.
- Березова вул.
- Капітана Береста вул.
- Бєлгородський пров.
- Бєлякова вул.
- Бєлякова пров.
- Благовісна вул.
- Графа Олексія Бобринського бульвар
- Родини Бобринських вул. — розпочинається від вул. Нахімова і закінчується перехрестям з вул. Соборною. Вулиця утворилася шляхом об'єднання Потьомкінського бульвару та вулиці Рафінадної.[2]
- Родини Бобринських пров.
- Бобринського пров.
- Отамана Тараса Боровця вул.
- Осавули Василя Бурки вул.

## В
- Вавилова вул.
- Вавилова пров.
- Максима Величка вул.[1]
- Вересневий пров.
- Верещагіна вул.
- Верещагіна пров.
- Академіка Вернадського вул.
- Весела вул.
- Вільямса вул.
- Данила Виговського вул.
- Данила Виговського пров.
- Вишнева вул.
- Якова Водяного пров.
- Євгенія Войцехівського вул.[1]
- Євгенія Войцехівського пров.[1]
- Вокзальний пров.
- Волгоградська вул.
- Волгоградський пров.
- Волошкова вул.
- Ворошилова вул.
- Восток пров.

## Г
- Героїв Крут вул.
- Героїв Небесної Сотні вул.
- Героїв Небесної Сотні пров.
- Героїв УПА вул.
- Героїв Холодноярців вул.
- Гетьмана Опари вул.
- Олекси Гірника вул.
- Олекси Гірника пров.
- Гірська вул.
- Гірський пров.
- Глібова вул.
- Глібова пров.
- Гоголя вул.
- Гостинний пров.[1]
- Гордієнко Віри вул.
- Гордієнко Віри пров.
- Горліса-Горського вул.
- Горького вул.
- Графська вул.
- Графський пров.
- Гречківська вул.
- Громова вул.
- Громова пров.

## Д
- Далекосхідна вул.
- Далекосхідний пров.
- Декабристів вул.
- Генерала Дерев'янка вул.
- Дмитра Дібрівного пров.
- Дніпровська вул.
- Добролюбова вул.
- Доватора вул.
- Доватора пров.
- Олександра Довженка вул.
- Івана Дороганевського вул.
- Михайла Дорошенка вул.
- Достоєвського вул.
- Достоєвського пров.
- Михайла Драгоманова вул.[1]
- Юрія Дрогобича пров.
- Дружби пров.
- Друкарська вул.

## Е
- Енергетична вул.
- Ентузіастів вул.
- Ентузіастів пров.

## Є
- Євгенії Єршової вул.[1]
- Євгенії Єршової пров.[1]

## Ж
- Житомирська вул.
- Житомирський пров.
- Жигулівська вул.
- Жуковського вул.
- Жуковського пров.
- Олени Журливої вул.

## З
- Заводська вул.
- Залізничний пров.
- Залевківський пров.
- Зарічна вул.
- Заслонова вул.
- Затишна вул.
- Захисників України вул.
- Захисників України пров.
- Західний пров.
- Зелена вул.
- Миколи Зерова вул.[1]
- Миколи Зерова пров.[1]
- Трохима Зіньківського вул.[1]
- Трохима Зіньківського пров.[1]
- Зоряна вул.

## І
- Ірдинська вул.

## К
- Кам'янська вул.
- Кам'янський пров.
- Канарського вул.
- Канашська вул.
- Кармелюка вул.
- Квіткова вул.
- Київська вул.
- Клубна вул.
- Ковальська вул.
- Кольцова вул.
- Кольцова пров.
- Кооперативна вул.
- Кооперативний пров.
- Комарова вул.
- Юрія Кондратюка вул.
- Юрія Кондратюка пров.
- Космічна вул.
- Коробейника вул.
- Корольова вул.
- Короткий пров.
- Соломії Крушельницької вул.[1]
- Котляревського вул.
- Котляревського пров.
- Коцюбинського вул.
- Кошового Олега вул.
- Броніслава Козловського вул.
- Красногородська вул.
- Кременчуцька вул.
- Крилова вул.
- Крилова пров.
- Кримський пров.
- Кударя вул.
- Пантелеймона Куліша вул.
- Леся Курбаса вул.
- Курський пров.
- Курченко вул.

## Л
- Лазо Сергія вул.
- Лазо Сергія пров.
- Ле Івана вул.
- Леваневського вул.
- Леваневського пров.
- Левенця вул.
- Левенця пров.
- Левенцова пров.
- Лермонтова пров.
- Лесі Українки вул.
- Лесі Українки пров.
- Композитора Лисенка вул.
- Лісна вул.
- Лобачевського вул.
- Лобачевського пров.
- Локомотивний пров.
- Ломоносова вул.
- Любомирська вул.

## М
- Івана Мазепи вул.
- Платона Майбороди вул.
- Платона Майбороди пров.
- Макаренка пров.
- Михайла Максимовича вул.
- Малишка Андрія вул.
- Мальовничий пров.
- Марата пров.
- Матросова вул.
- Федора Матушевського вул.[1]
- Тимофія Медведєва пров.
- Менделєєва вул.
- Механічна вул.
- Механічний пров.
- Мечникова вул.
- Миру вул.
- Мінська вул.
- Мірошниченка вул.
- Мічуріна вул.
- Мічуріна пров.
- Міщенка вул.
- Можайського вул.
- Можайського пров.
- Молодіжна вул.
- Молодогвардійська вул.
- Молокова вул.
- Молокова пров.
- Семена Морочковського вул.
- Семена Морочковського пров.
- Михайла Морозенка вул.
- Музична вул.

## Н
- Нагорного вул.
- Надії вул.
- Северина Наливайка вул.
- Нахімова вул.
- Нахімова пров.
- Незалежності вул.
- Некрасова вул.
- Некрасова пров.
- Нечуя-Левицького вул.
- Нижньозаводська вул.
- Новий пров.

## О
- Одеська вул.
- Одеський пров.
- Ольги Олійник вул.
- Орєшкова вул.
- Орлова вул.
- Осіння вул.
- Остапа Вишні вул.
- Остапа Вишні пров.
- Островського вул.

## П
- Павлова вул.
- Павлова пров.
- Семена Палія вул.
- Папаніна вул.
- Партизана Лисова вул.
- Юрія Пасхаліна вул.
- Паторжинського пров.
- Перекопська вул.
- Перемоги вул.
- Перемоги пров.
- Переяславська вул.
- Переяславський пров.
- Пермська вул.
- Першотравнева вул.
- Пилипа Орлика вул.
- Північна вул.
- Північновокзальна вул.
- Північновокзальна вул.
- Івана Підкови вул.
- Івана Пічкура вул.
- Полтавська вул.
- Польова вул.
- Андрія Полякова вул.
- Попова пров.
- Посадочний пров.
- Праці вул.
- Праці пров.
- Промислова вул.
- Академіка Григорія Проскури вул.
- Профспілкова вул.
- Пугачова пров.
- Пушкіна вул.
- Пушкіна пров.

## Р
- Радіщева вул.
- Разіна Степана пров.
- Раскової пров.
- Рафінадний бульвар
- Рафінадний пров.
- Рєпіна вул.
- Ржевська вул.
- Робочий пров.
- Ромейка вул.
- Ромейка пров.
- Ромена Роллана вул.
- Ромена Роллана пров.
- Ростовська вул.
- Ростовський пров.
- Ротондівська вул.

## С
- Садова вул.
- Садовий пров.
- Саксаганського вул.
- Саксаганського пров.
- Євгена Саражі вул.
- Світанкова вул.
- Надії Світличної вул.
- Сибірська вул.
- Севастопольська вул.
- Сенатора вул.
- Сенатора пров.
- Сєдова вул.
- Сєрова вул.
- Симбірський пров.
- Платона Симиренка вул.
- Василя Симоненка вул.
- Василя Симоненка пров.
- Складська вул.
- Кузьми Скрябіна вул.
- Слов'янська вул.
- Григорія Сковороди вул.
- Смілянська вул.
- Смілянський пров.
- Смірнова вул.
- Смоленська вул.
- Соборна вул.
- отаманів Соколовських вул.
- Сонячний пров.
- Софіївська вул.
- Софіївський пров.
- Сріблянська вул.
- Сріблянський пров.
- Станіславського вул.
- Станіславського пров.
- Михайла Старицького вул.
- Стеценка вул.
- Василя Стуса вул.
- Василя Стуса пров.
- Сунківська вул.
- Сунківська вул.
- Сунківський пров.
- Сурикова вул.

## Т
- Телеграфна вул.
- Технічна вул.
- Технічний пров.
- Тимірязєва вул.
- Титова вул.
- Тихий пров.
- Тичини Павла вул.
- Толбухіна пров.
- Толстого Льва вул.
- Тополиний пров.
- Транзитний пров.
- Туполєва вул.
- Тургенєва вул.
- Юрія Тютюнника вул.
- Трипільська вул.
- Трипільський пров.
- Тургенєва пров.
- Тясминська вул.
- Тясминський пров.

## У
- Уманська вул.
- Уманський пров.
- Уральський пров.
- Успенська вул.
- Успенський пров.

## Ф
- Першодрукаря Івана Федорова вул.
- Першодрукаря Івана Федорова пров.
- Федосіївський пров.
- Філатова вул.
- Франка Івана вул.
- Фруктова вул.

## Х
- Хмельницького Богдана вул.
- Хмельницького Богдана пров.

## Ц
- Цегельний пров.
- Ціолковського вул.
- Цукровий пров.

## Ч
- Чайковського пров.
- Червоний пров.
- Черкаська вул.
- Черкаський пров.
- Черняхівського вул.
- Чехова вул.
- Чехова пров.
- Чмиренка вул.
- Чмиренка пров.
- В'ячеслава Чорновола вул.
- В'ячеслава Чорновола пров.

## Ш
- Старшини Шевченка вул.
- Тараса Шевченка вул.
- Тараса Шевченка пров.
- Ширшова вул.
- Шишкіна вул.
- Шкільний пров.[1]
- Шмідта пров.
- Шолом-Алейхема вул.
- Клавдії Шульженко пров.
- Романа Шухевича вул.

## Ю
- Юрова вул.
- Юровий пров.

## Я
- Яблочкова вул.
- Михайла Яхненка вул.
- Михайла Яхненка пров.
- Яцьківський пров.